# Île du Tinetto
L'Île du Tinetto est une petite île située à l'extrémité occidentale du golfe de La Spezia. Son territoire fait partie de la commune de Portovenere. Depuis 1997, l'Île du Tino ainsi que celles du Tinetto, de Palmaria, Portovenere et les Cinque Terre ont été admises  au patrimoine mondial de l'UNESCO.

## Description
L'Île du Tinetto est l'île qui a les dimensions les plus réduites parmi les trois îles du Golfe. Elle est l'île la plus au Sud, à très faible distance de l'Île du Tino. En réalité, l'Île du Tinetto est à peine plus qu'un îlot, recouvert de végétation. Toutefois, il conserve la présence d'une communauté religieuse sur son territoire exigu.

## Histoire
Dans la partie la plus occidentale de l'île se trouvent les restes d'un petit oratoire remontant sans doute au VIe siècle tandis qu'à l'est se trouvent les restes d'un édifice plus complexe, composé d'une église à deux nefs avec des cellules aménagées pour les moines, construite en plusieurs phases durant le XIe siècle et définitivement détruite par les Sarrasins. Quelques mètres au sud de l'îlot, au sommet d'un rocher à demi-immergé, a été construite une statue de Stella Maris, haute d'environ deux mètres.

## Accès
À la différence du Tino, l'île du Tinetto est accessible aux citadins qui peuvent amarrer sur l'île et y faire halte.

## Curiosités
- Sur l'île du Tinetto se trouve un reptile endémique très rare, le lézard Podarcis muralis tinettoi.
- Depuis plusieurs années, l'île abrite une colonie de goélands qui deviennent très agressifs durant la période des naissances, rendant l'accès à l'île impossible.

## Sources
- (it) Cet article est partiellement ou en totalité issu de l’article de Wikipédia en italien intitulé « Tinetto » (voir la liste des auteurs).